# 工藤昭彦
工藤 昭彦（くどう あきひこ、1961年3月7日 - ）は、日本の光触媒研究者。東京理科大学理学部応用化学科教授。東京都出身。
人工光合成機能を有する光触媒システムの開発などに積極的に取り組む。
半導体光触媒を用いた水の完全分解、および水を電子源とした二酸化炭素還元反応の世界的リーダーとして知られている。

## 略歴
- 1983年 東京理科大学理学部化学科卒業
- 1988年 東京工業大学大学院総合理工学研究科電子化学専攻博士課程修了
- 1988年 米テキサス大学博士研究員
- 1989年 東京工業大学助手
- 1995年 東京理科大学理学部応用化学科講師
- 1998年 東京理科大学助教授
- 2003年 東京理科大学教授

## 所属学会
- 触媒学会
- 表面科学学術講演会
- 日本表面科学会
- 第16回均一系不均一系触媒国際会議など

## 受賞歴
- 1988年 手島記念研究賞
- 1990年 井上研究奨励賞
- 2001年 触媒学会奨励賞
- 2001年 Top 15 Chem Soc Rev articles April–June 2015(英国王立協会)
- 2004年 Outstanding Scientific Achievement
- 2007年 日本化学会BCSJ Award
- 2009年 光化学協会賞
- 2011年 第10回グリーン・サステイナブル ケミストリー(GSC)賞 環境大臣賞
- 2011年 ENEOS水素基金設立五周年記念顕彰
- 2012年 第110回触媒討論会優秀ポスター賞 (触媒討論会)
- 2012年 CERTIFICATION OF AWARD(The 12th International Conference on Clean Energy (ICCE 2012))
- 2013年 第112回触媒討論会優秀ポスター賞 (触媒討論会)
- 2014年 TOCAT7ポスター賞
- 2014年 第114回触媒討論会優秀ポスター賞 (触媒学会)
- 2015年 Top 15 most downloaded Chemical Society Reviews(英国王立協会)
- 2015年 Hot Article (Selected Article)(日本化学会)
- 2015年 Top 15 Chem Soc Rev articles July-September 2015(英国王立協会)
- 2016年 Top 15 Chem Soc Rev articles October-December 2015(英国王立協会)
- 2017年 触媒学会学会賞(学術部門)[5]
- 2018年 第72回日本セラミックス協会賞 学術賞
- 2018年 Clarivate Analytics Highly Cited Researchers「高被引用論文著者」受賞
- 2019年 Clarivate Analytics Highly Cited Researchers「高被引用論文著者」受賞
- 2020年 文部科学大臣表彰科学技術賞 (研究部門)[6]

## 主な著作・編著・共著・監修
- 『固体表面分析II』講談社サイエンティフフイック、1995年(分担)。
- 『環境触媒－現行法と開発研究－』エヌ・ティー・エス、2001年。
- 『水分解光触媒技術の最新動向−太陽光と水で水素を造る−』シーエムシー出版、2003年。
- 『図解光触媒のすべて』工業調査会、2003年。
- 『応用化学シリーズ 触媒化学』朝倉書店、2004。
- 『光触媒 ～基礎・材料開発・応用～』エヌ・ティー・エス、2005年。
- 『実力養成化学スクール“光触媒”』丸善、2005年。
- 『実験化学講座　25　“触媒化学、電気化学”』丸善、2006年。
- 『ナノテクとエネルギー』丸善、2006年。
- 『"金属イオンドーピングを利用したバンドエンジニアリングによる可視光応答性チタン系酸化物光触媒の開発," 水素利用技術集成』エヌ・ティー・エス、2007年。
- 『光と界面がおりなす新しい化学の世界』クバプロ、2008年。
- 『太陽エネルギー　有効利用最前線』エヌ・ティー・エス、2008年。
- 『触媒便覧』講談社サイエンティフィック、2008年(分担)。
- 『太陽エネルギーがひらく未来』東京書籍、2012年。
- 『触媒調製ハンドブック』エヌ・ティー・エス、2011年(分担)。
- 『“半導体としてみた光触媒”触媒年鑑「触媒技術の動向と展望2011年度版』触媒学会、2011年(分担)。
- 『Q&A エレクトロニクスと高分子 水分解(特に光分解)による水素製造方法の今後について』化学技術戦略推進機構、2011年。
- 『“金属酸化物系光触媒による可視光水分解” 可視光応答型半導体光触媒』技術教育出版社、2012年(分担)。